# José Angel Lamas (khu tự quản)
José Angel Lamas là một khu tự quản thuộc bang Aragua, Venezuela. Thủ phủ của khu tự quản José Angel Lamas đóng tại Santa Cruz. Khự tự quản José Angel Lamas có diện tích 20 km2, dân số theo điều tra dân số ngày 21 tháng 10 năm 2001 là 27428 người.